# Ernie Merrick
Ernest Merrick (Edimburgo, 3 de enero de 1958) es un exfutbolista y entrenador de fútbol escocés nacionalizado australiano que dirigió al Newcastle United Jets de la A-League de Australia.
Aunque como jugador no desarrolló una carrera relevante en Escocia, como técnico de clubes australianos llevó al Melbourne Victory a ganar en dos ocasiones la A-League y una Pre-Season Challenge Cup.

## Carrera

### Jugador
Debutó en 1975 jugando para el Frankston City, un equipo escocés amateur. En 1978 dejó el club para firmar con el Doveton en 1979 donde finalmente se retiraría en 1984.

#### Clubes
| Club           | País    | Año         |
| -------------- | ------- | ----------- |
| Frankston City | Escocia | 1975 - 1978 |
| Doveton        | Escocia | 1979 - 1984 |

### Entrenador
En 1986 se mudó a Australia, donde comenzó su carrera como entrenador. En 1987 se hizo cargo del Preston Lions, con el que obtuvo el subcampeonato de la National Soccer League ese mismo año, aunque la falta de buenos resultados lo obligó a alejarse del cargo en 1988. En 1989 fue contratado por el Sunshine George Cross, club que dejaría en 1991 luego de la ausencia de grandes logros. En 1992 comenzó a trabajar en el Victorian Institute of Sport, donde ejercería de entrenador del primer equipo hasta 2004. Con la creación de la A-League en 2005, el Melbourne Victory, una de las franquicias recién fundadas para disputar dicho torneo, lo escogió como técnico. Se coronó campeón del máximo torneo australiano en las temporadas 2006/07 y 2008/09 y de la Pre-Season Challenge Cup 2008. En 2011 fue contratado por la Asociación de fútbol de Hong Kong para dirigir a la selección nacional, aunque tras no conseguir el objetivo propuesto decidió renunciar. En 2013 se hizo cargo del Wellington Phoenix, club del que se alejó durante la A-League 2016-17 debido a la falta de resultados. En 2017 firmó con el Newcastle United Jets.

#### Clubes
| Club                                | País          | Año             |
| ----------------------------------- | ------------- | --------------- |
| Preston Lions                       | Australia     | 1987 - 1988     |
| Sunshine George Cross               | Australia     | 1989 - 1991     |
| Victorian Institute of Sport        | Australia     | 1992 - 2004     |
| Melbourne Victory Football Club     | Australia     | 2005 - 2011     |
| Selección nacional                  | Hong Kong     | 2011 - 2012     |
| Wellington Phoenix Football Club    | Nueva Zelanda | 2013 - 2016     |
| Newcastle United Jets Football Club | Australia     | 2017 - Presente |

## Palmarés
| Título                   | Club              | País      | Año     |
| ------------------------ | ----------------- | --------- | ------- |
| A-League                 | Melbourne Victory | Australia | 2006-07 |
| Pre-Season Challenge Cup | Melbourne Victory | Australia | 2008    |
| A-League                 | Melbourne Victory | Australia | 2008-09 |

### Distinciones individuales
| Distinción                        | Año     |
| --------------------------------- | ------- |
| Entrenador del año de la A-League | 2006-07 |
| Entrenador del año de la A-League | 2009-10 |